# FASMI
Швидкий аналіз спільної багатовимірної інформації ( FASMI ) - альтернативний термін для OLAP. Цей термін був введений Найджелом Пендсе з доповіді OLAP (тепер відомий як Вердикт Б.І.), оскільки він вважав, що 12 правил, які Тедд Кодд використовував для визначення OLAP, були надто суперечливими та необ'єктивними (правила спонсорувала компанія Arbor Software, компанія який розробив Essbase ). Також Пендсе вважав, що перелік 12 правил є занадто довгим, а концепцію OLAP можна визначити лише в п'яти правилах. його визначення вперше було використано нами на початку 1995 року, і ми дуже раді, що за останні роки воно не потребувало перегляду. Це визначення зараз широко прийняте і цитується на понад 120 вебсайтах приблизно в 30 країнах. 
FAST означає, що система орієнтована на отримання більшості відповідей користувачам протягом приблизно п’яти секунд, при цьому найпростіші аналізи займають не більше однієї секунди, а дуже мало займають більше 20 секунд. Незалежні дослідження в Нідерландах показали, що кінцеві користувачі припускають, що процес не вдався, якщо результати не отримані за 30 секунд, то вони схильні натискати "Alt + Ctrl + Delete", якщо система не попередить їх, що звіт триватиме довше . Навіть якщо їх попередили, що це займе значно більше часу, користувачі, ймовірно, відволікаються і втрачають ланцюжок думок, тому якість аналізу страждає. Цю швидкість досягти нелегко при великих обсягах даних, особливо якщо потрібні оперативні та спеціальні розрахунки. Для досягнення цієї мети продавці вдаються до різноманітних методів, включаючи спеціалізовані форми зберігання даних, великі попередні розрахунки та конкретні вимоги до обладнання, але ми не вважаємо, що будь-яка продукція ще повністю оптимізована, тому ми очікуємо, що це буде область технологій, що розвиваються. Зокрема, повний підхід до розрахунку не вдається з дуже великими, розрідженими програмами, оскільки бази даних просто надто великі (проблема "вибуху" бази даних), тоді як робити все на ходу дуже повільно з великими базами даних, навіть якщо використовується висококласне обладнання. Незважаючи на те, що спочатку це може здатися дивовижним, якщо повідомлення, що раніше займали дні, займають лише кілька хвилин, користувачі незабаром втомляться від очікування, і проект буде набагато менш успішним, ніж якби він отримав майже миттєву відповідь, навіть ціною менш детальним аналізом. Опитування BI виявило, що повільна відповідь на запити - це найчастіше найпоширеніша технічна проблема з продуктами OLAP, тому занадто багато впроваджень все ще не може пройти цей тест. 
АНАЛІЗ означає, що система може справлятися з будь-якою бізнес-логікою та статистичним аналізом, що стосується програми та користувача, достатньо підтримуючи її для цільового користувача. Хоча й може знадобитися деяке попереднє програмування, ми не вважаємо прийнятним, якщо всі визначення додатків потрібно робити за допомогою професійного 4GL. Безумовно, потрібно дозволити користувачеві визначати нові спеціальні обчислення як частину аналізу та звітувати про дані будь-яким бажаним способом, без необхідності програмування, тому ми виключаємо продукти (наприклад, Oracle Discoverer), що не дають адекватного завершення - гнучкість розрахунку, орієнтована на споживача. Ми не заперечуємо, чи проводиться цей аналіз у власних інструментах постачальника чи у пов'язаному зовнішньому продукті, наприклад, електронній таблиці - головне, щоб усі необхідні функції аналізу були подані інтуїтивно зрозуміло для цільових користувачів. Це може включати в себе такі особливості, як аналіз часових рядів, розподіл витрат, переклад валюти, пошук цілей, спеціальні багатовимірні структурні зміни, непроцедурне моделювання, оповіщення про винятки, пошук даних та інші функції, що залежать від додатків. Ці можливості дуже відрізняються між собою, залежно від їх цільових ринків. 
SHARED означає, що система реалізує всі вимоги безпеки щодо конфіденційності (можливо, до рівня комірки) і, якщо потрібен багаторазовий доступ до запису, одночасне блокування оновлення на відповідному рівні. Не всім програмам потрібно, щоб користувачі редагували дані, але для зростаючої кількості цих систем система повинна мати можливість обробляти кілька оновлень своєчасно та безпечно. Це головна слабкість у багатьох продуктах OLAP, які, як правило, припускають, що всі програми OLAP будуть доступними лише для читання зі спрощеним контролем безпеки. Навіть продукти з багатокористувацьким читанням і записом часто мають жорсткі моделі безпеки; приклад - Microsoft OLAP Services. 
MULTIDIMENSIONAL - наша ключова вимога. Якби нам довелося вибрати однозначне визначення OLAP - це воно. Система повинна забезпечувати багатовимірний концептуальний погляд на дані, включаючи повну підтримку ієрархій та декількох ієрархій, оскільки це, безумовно, найбільш логічний спосіб аналізу бізнесу та організацій. Ми не встановлюємо мінімальну кількість параметрів, якими слід керуватися, оскільки це занадто залежить від додатків, і більшість продуктів мають достатньо для своїх цільових ринків. Знову ж таки, ми не вказуємо, яку основну технологію баз даних слід використовувати за умови, що користувач отримує дійсно багатовимірний концептуальний погляд. 
ІНФОРМАЦІЯ - це всі необхідні дані та отримана інформація, де б вона не була і як би не була актуальною для програми. Ми вимірюємо ємність різних продуктів з точки зору того, скільки вхідних даних вони можуть обробити, а не скільки гігабайт потрібно для їх зберігання. Потужність продуктів сильно відрізняється - найбільші продукти OLAP можуть містити принаймні в тисячу разів більше даних, ніж найменші. Тут є багато міркувань, включаючи дублювання даних, необхідну оперативну пам’ять, використання дискового простору, продуктивність, інтеграцію зі сховищами даних тощо. 